# Anne Louise Lambert
Anne-Louise Lambert (ur. 21 sierpnia 1955 r. w Brisbane, Australia) − australijska aktorka, występowała w filmie Piknik pod Wiszącą Skałą.